# DSMA-Notice
Eine DSMA-Notice oder Defence and Security Media Advisory Notice (bis 1993: Defence Notice oder D-Notice)
ist eine Empfehlung des britischen Defence and Security Media Advisory Committee an die Medien, spezifische Informationen im Interesse der nationalen Sicherheit weder zu senden noch sonst in irgendeiner Form herauszugeben. Das System existiert bis heute in Großbritannien, wo das Komitee aus Mitgliedern der Regierung und der Medien zusammengesetzt ist. Das System wurde 1912 vor dem Ersten Weltkrieg eingeführt und galt als Kompromiss zwischen nationaler Sicherheit und Pressefreiheit. Bis nach dem Zweiten Weltkrieg wurden die D-Notices von den Medien im Rahmen einer freiwilligen Selbstzensur weitgehend befolgt. Erst 1967 kam es zu einer als D-notice affair bekannten Kontroverse. Der damalige Premierminister Harold Wilson beschuldigte den Daily Express, D-Notices ignoriert zu haben, als dieser über unbewilligte Abhöraktionen des britischen Geheimdienstes berichtete. Ein Tribunal gab dem Daily Express später Recht und unterstrich den freiwilligen Charakter der D-Notices. Da sie keinerlei rechtlich bindende Wirkung hatten, sondern lediglich Empfehlungen waren, wurden die D-Notices 1993 in Defence Advisory Notices umbenannt.
In Australien wurde 1952 ein D-Notice System nach britischem Vorbild eingeführt. Das entsprechende Komitee hat allerdings seit 1982 nicht mehr getagt und das System ist außer Gebrauch.